# Ceraphron pulcher
Ceraphron pulcher är en stekelart som beskrevs av Alan Parkhurst Dodd 1914. Ceraphron pulcher ingår i släktet Ceraphron och familjen pysslingsteklar. Inga underarter finns listade i Catalogue of Life.